# Каменка (приток Крапивни)
Каменка — река в Калининском районе Тверской области России, левый приток Крапивни.
Длина — 13 км. Исток — у деревни Губино, относящейся к Бурашевскому сельскому поселению. Протекает сначала в западном, затем в северном направлении. В верхнем течении в реку впадает Старковское озеро.

## Данные водного реестра
По данным государственного водного реестра России относится к Верхневолжскому бассейновому округу. Речной бассейн реки — (Верхняя) Волга до Куйбышевского водохранилища (без бассейна Оки), речной подбассейн — бассейны притоков (Верхней) Волги до Рыбинского водохранилища, водохозяйственный участок реки — Волга от города Зубцов до города Тверь, без реки Тверца.
Код объекта в государственном водном реестре — 08010100612110000001903.